# مونتي هيل ديفيس
مونتي هيل ديفيس (بالإنجليزية: Monte Hill Davis)‏ هي عازفة بيانو أمريكية، ولدت في 24 مايو 1932، وتوفيت في 2 يونيو 2018.